# Höfen, Tyrolen
Höfen är en ort och kommun i distriktet Reutte i förbundslandet Tyrolen i Österrike. I kommunen finns ett mindre flygfält för allmänflyg, Reutte-Höfens flygplats.